# El almirante Viaud
El almirante Viaud, también conocida como Paul Viaud con un traje de almirante del siglo XVIII, es una pintura del pintor francés Henri de Toulouse-Lautrec, creada en 1901 y conservada en Museo de Arte de São Paulo en Brasil. Es la última obra del artista, fallecido en septiembre de ese mismo año.

## Historia
En el último año del siglo XIX, después de abandonar la clínica donde había sido tratado de su adicción al alcohol, Touluse-Lautrec fue puesto al cuidado de Paul Viaud, un viejo conocido de su madre. Los dos se hicieron amigos y pasaron algunas temporadas juntos a la orilla del mar, hasta la muerte del pintor. El cuadro, que antes de llegar a Brasil colgaba sobre la chimenea de una sala de un castillo en el sur de Francia, fue donado al Museo de Arte de São Paulo en 1952 por el empresario Francisco Matarazzo Pignatari.

## Descripción de la obra
La corpulenta figura de Paul Viaud, ataviado con una levita roja y una peluca blanca de comodoro inglés dieciochesco, irrumpe en escena por la izquierda, para observar un barco que parece alejarse a toda velocidad dejando una leve estela blanca en el tormentoso mar verde. El hombre está parcialmente fuera del encuadre: esta característica, presente en muchas de las obras del artista, desplaza el foco de atención hacia el barco. La metáfora es clara: el artista siente que su vida se va, bajo la mirada de su amigo. La masa roja del cuerpo del almirante se convierte en un elemento estático en relación con la inmensidad del océano que arrastra y está a punto de tragarse el navío. El océano, pintado de un pálido tono gris verdoso, parece hincharse y alzarse como una tremenda ola, que llevará cada vez más lejos al diminuto galeón, hacia un cielo que se vuelve más oscuro y amenazador, lleno de lúgubres presagios de naufragio. La imagen también reconoce un último y extremo homenaje a Hokusai y su Gran ola. 
Junto con el contemporáneo Un examen en la Facultad de Medicina de París, esta pintura parece iniciar un nuevo lenguaje, con la adopción de una técnica más actual, caracterizada por masas de color denso y manchas. Antes de su temprana muerte a los 37 años, el 9 de septiembre de 1901, Lautrec parecía pasar la batuta a las nuevas generaciones que revolucionarían el lenguaje de las artes plásticas (Picasso, Modigliani, Balla y Boccioni).